# Немці
Немці (словац. Nemce) — село в Банськобистрицькому окрузі Банськобистрицького краю Словаччини. Перша письмова згадка про село датується 1473 роком.

## Населення
| Рік:            | 1994. | 2004.   | 2014.   | 2024.   |
| --------------- | ----- | ------- | ------- | ------- |
| Кількість осіб: | 1088  | 1107    | 1183    | 1153    |
| Різниця:        |       | +1,74 % | +6,86 % | -2,53 % |

| Рік:            | 2023. | 2024.   |
| --------------- | ----- | ------- |
| Кількість осіб: | 1161  | 1153    |
| Різниця:        |       | -0,68 % |

Етнічний склад населення станом на 2001 рік: словаки — 98,39 %, чехи — 0,36 %, німці — 0,09 %, цигани — 0,18 %, угорці — 0, 27 %.
Станом на 31 грудня 2010 року в селі проживала 1 151 особа, з них 568 чоловіків та 583 жінки.